# ميخائيل ميرفي
ميخائيل ميرفي (بالإنجليزية: Michael Murphy)‏ (12 يونيو 1854 في أستراليا - 2 سبتمبر 1890 في أستراليا) هو لاعب كريكت أسترالي. لعب مع فريق فكتوريا للكريكت.

## وصلات خارجية
- ميخائيل ميرفي على موقع إي آس بي آن كريك إنفو (الإنجليزية)